# Ereptonema arcticum
Ereptonema arcticum is een rondwormensoort uit de familie van de Plectidae. De wetenschappelijke naam van de soort is voor het eerst geldig gepubliceerd in 1971 door Loof.